# Jan Tenora
Jan Tenora (7. února 1863 Kunštát – 1. prosince 1936 Brno) byl český římskokatolický kněz a církevní historik.

## Život

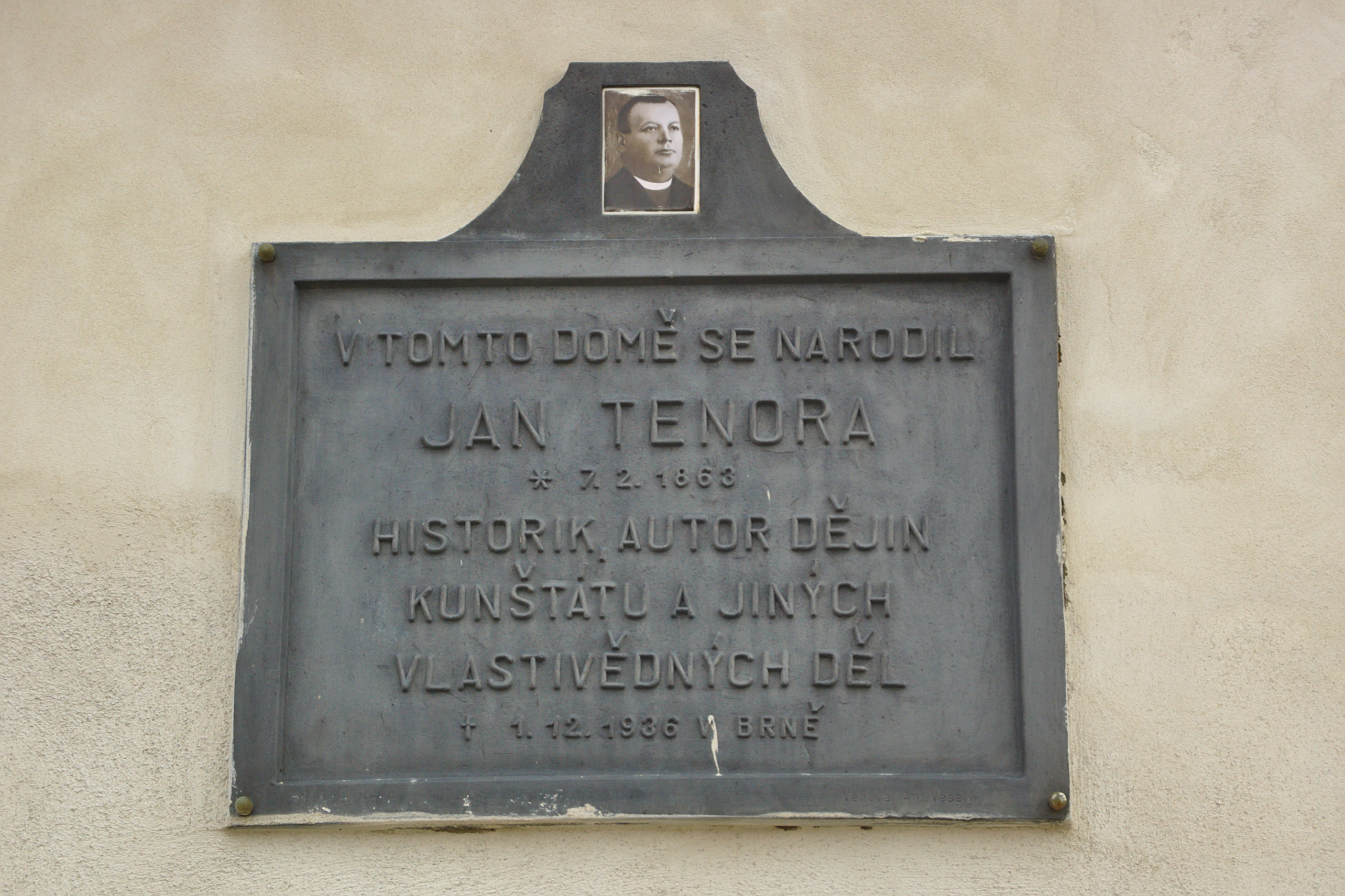
Pamětní deska na rodném domě

Kněžími byli i jeho dva bratři. Po maturitě roku 1881 vstoupil do brněnského alumnátu. Na kněze byl vysvěcen 26. července 1885 biskupem Františkem Saleským Bauerem. Dlouhodobě působil jako farář ve Chvalkovicích u Bučovic, stal se auditorem a radou biskupské konzistoře a čestným kanovníkem kolegiátní kapituly u sv. Václava v Mikulově. Vyučoval církevní dějiny v brněnském semináři i teologické fakultě v Olomouci. Od roku 1924 odešel na odpočinek a žil u svého bratra Adolfa Tenory v Brně a působil jako starosta Dědictví sv. Cyrila a Metoděje.

## Dílo
- Dějiny městečka Kunštátu (1885) [3]
- Jan Tenora: Války husitské a zhouba naší vlasti Čech a Moravy, Brno 1894
- Život sluhy Božího P. Martina Středy z Tovaryšstva Ježíšova (1898) [4]
- Vlastivěda moravská – Kunštátský okres (1903) [5]
- František kardinál Dietrichštejn (1906) – jeho mládí, volba za biskupa a začátek biskupství [6]
- Jan Tenora: Kardinal Dietrichštein a jazyk český – 2. část, Hlídka 2/1903, str. 109-114
- Jan Tenora: Kdy napsal Karel ze Žerotína svou „Apologii“?, Hlídka 3/1905, str. 235-240
- Jan Tenora: Jesuitské missie na Moravě v letech 1558-1653 – část 1-5, Hlídka 8-12/1905
- Jan Tenora: František kardinal Dietrichštejn – jeho mládí, volba za biskupa a začátek biskupství – část 1-4, Hlídka 1-4/1906
- Jan Tenora: Píseň o výkupu z roboty, Český lid 9-10/1906, str. 430-431
- Vlastivěda moravská – kraj. Bystřický (1907) [7]
- Jan Tenora: Z pamětí města Bystřice nad Pernštýnem, Benediktinská knihtiskárna, Brno 1909
- Jan Tenora: Apologie kardinála Dietrichštejna z roku 1619, nákladem vlastním, Brno 1909
- Jan Tenora: Kardinál Dietrichštejn a protektorát Germanie – 1. část, Časopis Matice moravské 2/1909, str. 13-128
- Jan Tenora: Kardinál Dietrichštejn a protektorát Germanie – 2. část, Časopis Matice moravské 3/1909, str. 252-263
- Jan Tenora: První zánik cistercienského kláštera ve Žďáře r. 1614 – část 1-15, Hlídka 5/1911 - 7/1912
- Účast kardinála Dietrichštejna za boje mezi arciknížetem Matyášem a Rudolfem II. roku 1608. Brno (1917) [8]
- Jan Tenora: Účast kardinála Dietrichštejna za boje mezi arciknížetem Matyášem a Rudolfem II. roku 1608 – doplňky a dodatky, Hlídka 5/1917, str. 278-280
- Jan Tenora: Resignace opata zábrdovského Šimona Farkaše roku 1610 – část 1-5, Hlídka 1-5/1918,
- Jan Tenora, Josef Foltynovský: Bl. Jan Sarkander, Matice cyrilometodějská, Olomouc 1920
- Jan Tenora: Resignace opata louckého Zikmunda Kohela r. 1614 – část 1-5, Hlídka 5-10/1923
- Jan Tenora: Soupis majetku duchovenstva na Moravě r. 1683 – část 1-4, Hlídka 1-4/1925
- Jan Tenora: Presentační právo abatyší tišnovských na proboštství u sv. Petra v Brně – část 1-5, Hlídka 8-12/1925.
- Jan Tenora: Rok 1848 na Novohvězdlicku, Časopis pro dějiny venkova 3/1926, str. 168-190
- Jan Tenora: Pokus o odevzdání kláštera Všech Svatých v Olomouci jesuitům r. 1617 – část 1-8, Hlídka 4-11/1926
- Jan Tenora: Seznam škod kapituly brněnské po dvojím obležení Brna od Švédů, Časopis pro dějiny venkova 1/1926, str. 32-42
- Jan Tenora: Visitace kapituly brněnské r. 1706 – část 1-5, Hlídka 8-12/1927.
- Jan Tenora: K dějinám Brna v nejstarší době, Brno 1928
- Jan Tenora: Kathedrální kostel sv. Petra a Pavla v Brně, nákladem vlastním, Brno 1930
- Jan Tenora: Padesát let Cyrillo-Methodějské záložny v Brně, Brno 1932
- Jan Tenora: Rozdíl statku mikulovského r. 1590, Časopis Společnosti přátel starožitností československých v Praze 1/1932, str. 9-21
- Statek sv. Petra v Brně (1934) [9]
- Zábrdovice (1935) – vzpomínka na klášter a průvodce kostelem [10]
- Jan Tenora: Kardinál Dietrichstein a Karel z Žerotína, Hlídka 8/1936, str. 333-340
- Jan Tenora: Rodný list kardinála Dietrichštejna, Časopis katolického duchovenstva 5/1936, str. 484-488
- Jan Tenora: Statek sv. Petra v Brně II., nákladem vlastním, Brno 1937